# Spremberg
Spremberg (niedersorbisk: Grodk) er en by i Landkreis Spree-Neiße i den tyske delstat Brandenburg. Byen er kendt fra kilder tilbage fra 1301. Spremberg ligger ved floden Spree, hvis navn er ophav til bynavnet: „Spree am Berg“ blev til Spremberg.

## Geografi
Byen ligger omkring 20 km syd for Cottbus ved grænsen til den sachsiske Landkreis Kamenz. Den gamle bydel ligger på en ø mellem to grene af Spree der løber gennem byen. En sø, skabt af dæmningen Talsperre Spremberg har dannet et attraktivt rekreationsområde i nærheden af byen. Spremberg ligger i det østligste af af Tyskland, 25 Kilometer fra den polske grænse.

### Bydele
Spremberg har 10 bydele og landsbyerne /bebyggelserne
- Terpe,
- Schwarze Pumpe,
- Weskow,
- Trattendorf,
- Sellessen,
- Neu-Haidemühl,
- Groß Luja,
- Türkendorf,
- Graustein,
- Schönheide
- Lieskau.